# انصرافية سياسية
تُعَرَّف الانصرافية السياسية في العلوم السياسية على أنها قدرة صانعي السياسة على تعزيز حياتهم المهنية من خلال تلبية المصالح الضيقة بدلًا من البرامج الوطنية الأوسع.

## العلوم السياسية
يصبح العامل الحاسم للسياسة، عاجلًا أم آجلًا، الهوية العرقية والدينية ومصالح المجتمعات التي تحددها هذه الروابط في نظام سياسي تحكمه الانصرافية. يتناقض ذلك مع أفكار وقيم التعددية السياسية، ومع تأكيدها على الحقوق العالمية، وفصل الدين عن الدولة، وأخلاقيات التسامح العرقي والديني.

## الممارسة البرلمانية
يميل النظام البرلماني إلى الانصرافية السياسية عندما توجِّه جمعية منتخبة، من المفترض أن تعبر عن مصالح جماعية، الأموال إلى متلقي محدد (مع قوانين محلية وشخصية في المملكة المتحدة، أو تخصيصات في الولايات المتحدة مثلًا). تتميز هذه الطريقة للتشريع غالبًا من قبل معارضيها بأنها سياسة هوية المجموعة التي تتفوق على الحقوق العالمية، وبالتالي حقوق الأقليات أو أي نوع آخر من «الآخرين».
يتعارض ذلك بشكل مباشر مع مفهوم القانون العالمي ونموذج تمثيل الوصي. يُطلق على هذه الممارسة، في البلدان التالية، غالبًا مصطلح تخصيص النفقات الحكومية (وبشكل حرفي: برميل لحم الخنزير)، أو التخصيص أو التفضيل، ولكن هذه الكلمات لا تعني دائمًا سلوكًا فاسدًا أو غير مرغوب فيه.

### أستراليا
يُستخدم مصطلح «تخصيص النفقات الحكومية» للإشارة إلى السياسة الأسترالية، وذلك في الظروف التي قد يُنظر فيها إلى المقاعد الهامشية على أنها تتلقى تمويلًا أكثر من المقاعد الآمنة؛ أو عندما يكون تمويل المشاريع موجهًا بشكل كبير نحو المقاعد التي يشغلها الحزب مع حصول المعارضة على تمويل ضئيل أو معدوم. أدى ظهور المصطلح على نطاق واسع في وسائل الإعلام إلى استخدامه بشكل شائع في اللغة الإنجليزية الأسترالية كفعل، كما هو الحال في «تخصيص النفقات الحكومية». تعتبر فضيحة مكنزي (2020) التي ارتكبتها السناتور بريدجيت مكنزي مثالًا كلاسيكيًا على انتشار تخصيص النفقات الحكومية في السياسة الأسترالية.

### الهند
استُخدِم مصطلح «سياسة تخصيص النفقات الحكومية» في الهند لتصوير نمط توزيع المنح التقديرية من قبل الحكومة الوطنية.
يُعد شانشال كومار شارما (2017) الأكثر وضوحًا في رسم التوازي بين التوزيع التكتيكي للمنح في الهند ومفهوم سياسة تخصيص النفقات الحكومية. يوضح شارما أن حوافز حزب رئيس الوزراء في ظل نظام الائتلاف تخلق تأثيرًا عالميًا يعني «إعطاء شيء ما للجميع»؛ وبالتالي فإن الدول التي تحكمها أحزاب غير منتسبة لا تعاني بقدر ما تعاني في عهد الحزب المهيمن. يحد نظام الحزب الائتلافي في الواقع من فرص مكافأة ولاء الحزب.

### الفلبين
يُستخدم مصطلح «تخصيص النفقات الحكومية» في الفلبين للإشارة إلى الأموال المخصصة لأعضاء مجلس النواب الفلبيني ومجلس الشيوخ الفلبيني للإنفاق على النحو الذي يرونه مناسبًا دون المرور بعملية الميزانية العادية، أو من خلال السلطة التنفيذية. يمكن استخدام المصطلح لكل من المشاريع «الصعبة»، مثل المباني والطرق، والمشاريع «الخفيفة»، مثل المنح الدراسية والنفقات الطبية. قُدِّم أول تخصيص للنفقات الحكومية في عام 1922 مع إقرار قانون الأشغال العامة الأول (القانون رقم 3044). أوقف الرئيس فرديناند ماركوس نظام تخصيص النفقات الحكومية تقنيًا خلال فترة حكمه الديكتاتوري بإلغاء الكونغرس، وأعيد تقديمه إلى النظام بعد استعادة الكونغرس في عام 1987. اختلف اسم البرنامج على مر السنين، إذ أُطلِق عليه اسم صندوق تنمية الريف، وصندوق مبادرة الكونغرس، وحاليًا صندوق المساعدة الإنمائية ذات الأولوية. خصص صندوق المساعدة الإنمائية ذات الأولوية 70 مليون بيسو فلبيني لأعضاء مجلس النواب؛ و200 مليون بيسو فلبيني لكل عضو في مجلس الشيوخ في عام 2006.
أصبح صندوق المساعدة الإنمائية ذات الأولوية أكبر مصدر للفساد بين المشرعين أثناء رئاسة غلوريا ماكاباغال أرويو. كانت الرشاوى شائعة وأصبحت مجمعة، وذلك باستخدام منفذي المشاريع المحددين مسبقًا، ومن ضمنهم الوكالات الحكومية، والمقاولين، والشركات غير الربحية الوهمية بالإضافة إلى لجنة التدقيق الحكومية.
أدى الغضب من عملية احتيال صندوق المساعدة الإنمائية ذات الأولوية البالغة 10 مليارات بيسو فلبيني في أغسطس 2013، والتي شملت جانيت ليم-نابولي والعديد من أعضاء مجلس الشيوخ والممثلين، إلى دعوات واسعة النطاق لإلغاء نظام صندوق المساعدة الإنمائية ذات الأولوية. دعت ما تُعرف بمسيرة المليون شخص التي وقعت في 26 أغسطس 2013، وهو يوم الأبطال الوطنيين في الفلبين، إلى إنهاء «تخصيص النفقات الحكومية»، ولحقتها احتجاجات متزامنة في جميع أنحاء البلاد وشتات فلبيني في جميع أنحاء العالم.
طعن مقدمو الشكاوى في دستورية صندوق المساعدة الإنمائية ذات الأولوية أمام المحكمة العليا؛ وذلك بعد ورود تقارير عن إساءة استخدامه على نطاق واسع ومنهجي من قبل بعض أعضاء الكونغرس بالتواطؤ مع أفراد عاديين. سُمِّي ثلاثة من أعضاء مجلس الشيوخ حينها، والعديد من الأعضاء السابقين في مجلس النواب، كمدعى عليهم في شكوى نهب قُدِّمت إلى مكتب ديوان المظالم فيما يتعلق بالاحتيال المزعوم للتخصيص بقيمة 10 مليارات بيسو فلبيني. أدى الغضب العام من هذا الوضع غير النظامي إلى أكبر تجمع احتجاجي تحت إدارة آكينو التي يبلغ عمرها ثلاث سنوات.
أعلنت المحكمة العليا في 19 نوفمبر 2013 أن صندوق المساعدة الإنمائية ذات الأولوية المثير للجدل، أو المعروف باسم تخصيص النفقات الحكومية، غير دستوري. أعلنت المحكمة العليا أن مادة صندوق المساعدة الإنمائية ذات الأولوية في قانون المخصصات العامة لعام 2013، وجميع الأحكام المماثلة المتعلقة بنظام تخصيص النفقات الحكومية، غير قانونية، ويعود سبب ذلك إلى أنها «سمحت للمشرعين بممارسة سلطة ما بعد سن القانون وغير رقابية، بدرجات متفاوتة، في المجالات الحيوية من عمليات تنفيذ الميزانية، (وبالتالي انتهاك) مبدأ الفصل بين السلطات».

### إسبانيا
كان خط السكك الحديدية فائق السرعة بين مدريد وإشبيلية مثالًا بارزًا لسياسة تخصيص النفقات الحكومية في إسبانيا. كشف باسكوال مارغال تفاصيل اتفاق غير مكتوب بينه وبين فيليبي غونثاليث، رئيس الوزراء الإشبيلي الأصل حينها. كان الاتفاق على أن تستقبل برشلونة دورة الألعاب الأولمبية الصيفية لعام 1992، وتستقبل إشبيلية خط السكة الحديدية فائق السرعة (الذي افتتح في عام 1992). كان هذا بالرغم من موقع خط السكك الحديدية فائقة السرعة بين مدريد وبرشلونة، باعتباره أكثر خطوط إسبانيا فائقة السرعة ربحية. حصلت برشلونة على خطها بخدمة السرعة الفائقة (إيه في إي) في عام 2008، وذلك على الرغم من وجود العديد من المزايا التي لا يتمتع بها الخط إلى إشبيلية، مثل تفريعات خط مدريد-إشبيلية فائق السرعة وخط مدريد-سرقسطة-برشلونة فائق السرعة. اتُخِذ قرار إنشاء الخط المؤدي إلى إشبيلية فقط في عام 1986، وسُرِّعت عملية البناء حتى يكون الخط جاهزًا لمعرض إشبيلية 92.

### جنوب أفريقيا
استكشفت الخزانة الوطنية لجمهورية جنوب أفريقيا التخصيص في عام 2010، وذلك جنبًا إلى جنب مع إعادة التدوير وتحويل الضرائب، كطرق لاستخدام عائدات ضريبة الكربون. فكرت وزارة الخزانة في «تخصيص "الميزانية" الجزئي» لبعض الإيرادات، وذلك في حين أنها «لم تدعم التخصيص الكامل للإيرادات المتولدة من الضرائب البيئية». أثيرت في ذلك الوقت مخاوف من أن مجموعات المصالح الخاصة يمكن أن تقيد الحكومة وتسيطر على الموارد العامة من خلال التخصيص.

### الولايات المتحدة
يُستَخدم مصطلح التخصيص في الولايات المتحدة فيما يتعلق بعملية تخصيص الكونغرس. يُعد الإنفاق التقديري، الذي تحدده لجان الاعتمادات في مجلسي النواب والشيوخ ولجانهما الفرعية المختلفة، عادة من خلال قوانين التخصيص، جزءًا اختياريًا من السياسة المالية التي تختلف عن الإنفاق الإلزامي (الحكومي) لبرامج الاستحقاق في الميزانية الفيدرالية. تُضاف مشاريع تخصيص النفقات الحكومية، والتي تختلف عن التخصيص، إلى الميزانية الفيدرالية بشكل رئيسي من قبل أعضاء لجان الاعتمادات في كونغرس الولايات المتحدة.